# 和久荘太郎
和久 荘太郎（わく そうたろう、1974年 - ）とは、シテ方宝生流能楽師。横浜市生まれ、愛知県名古屋市出身、東京都在住。十八代宗家宝生英雄、十九代宗家宝生英照に師事。東京藝術大学音楽部邦楽科能楽宝生流専攻 卒業。大学在学中、十八代宗家宝生英雄の内弟子となる。2020年、重要無形文化財の保持者の認定（総合認定）を受ける。
1995年に「藤栄」で初舞台を踏み、2004年には「小鍛冶」で初シテを勤める。2005年に自身の同門会「涌宝会（ゆうほうかい）」を発足させる。2006年「石橋」、2009年「道成寺」、2011年「乱」、2021年「翁」「道成寺」などを披演。現在、東京・名古屋・大阪の定期能、各地の薪能などに出演するほか、学生を対象に能楽の指導や講演を行う等、伝統芸能のサステナビリティに貢献する取り組みを行っている。
- 株式会社 演能空間 代表取締役
- 公益社団法人能楽協会正会員
- 公益社団法人宝生会正会員
- 名古屋宝生会同人
- 東京藝術大学音楽学部邦楽科教育研究助手（2011年～2013年）
- 東京藝術大学在学中、「安宅賞[3]」受賞
- 愛知教育大学能楽部、愛知県立大学能楽部、名古屋市立名東高校能楽研究部を指導
- 個人演能会「和久荘太郎　演能空間」を主宰
- アルゼンチン・中国・エジプト・イタリア[4]・バチカン市国などの海外公演参加
- 公式ホームページ http://www.hosho-waku.net

## 公演
- 宝生会月浪能（明治時代から、宝生会の月例能として始まった演能会で、中堅以上の能楽師が披演）
- 宝生会別会（年2回、春と秋に行われる宝生会の選りすぐりの演者による最高位に属する演能会で、稀曲や秘曲が並ぶ）
- 五雲会（戦後間もなく若手能楽師の勉強会として始まった演能会で、若手を中心に新鮮さと活気溢れる会）
- 夜能（企画公演として平日の夜に気軽に鑑賞できる演能会で、能を一番といくつかの仕舞で企画）
- 名古屋宝生会定式能（名古屋で活動する能楽師で結成され名古屋宝生会が主催する1957年から続く演能会）
- 和久荘太郎 演能空間（能に親しむ人を増やしたい思いで、2013年から始めた自主公演。2019年に第6回目を開催。能楽評論家の金子直樹氏による演目解説を設け、宝生流の重鎮から若手能楽師らも仕舞や独吟を披露）
- 涌宝会（和久荘太郎の同門会）

## 作品
- 『能楽笛三流派 宝生流 和久荘太郎 舞物集 森田流』（2020年発売）
- 『能楽笛三流派 宝生流 和久荘太郎 舞物集 藤田流』（2020年発売）
- 『能楽笛三流派 宝生流 和久荘太郎 舞物集 一噌流』（2020年発売）
- 『宝生流能楽師 和久荘太郎 仕舞集 第1巻』（2021年発売）
- 『宝生流能楽師 和久荘太郎 仕舞集 第2巻』（2021年発売）
- 『宝生流能楽師 和久荘太郎 仕舞集 第3巻』（2021年発売）
- 『宝生流能楽師 和久荘太郎 仕舞集 第4巻』（2021年発売）
- 『宝生流能楽師 和久荘太郎 仕舞集 第5巻』（2022年発売）